# Молтаєво
Молта́єво (рос. Молтаево) — селище у складі Алапаєвського міського округу (Верхня Синячиха) Свердловської області.
Населення — 38 осіб (2010, 33 у 2002).
Національний склад населення станом на 2002 рік: росіяни — 100 %.